# Hercostomus bigeminatus
Hercostomus bigeminatus är en tvåvingeart som beskrevs av Yang och Patrick Grootaert 1999. Hercostomus bigeminatus ingår i släktet Hercostomus och familjen styltflugor.
Artens utbredningsområde är Yunnan (Kina). Inga underarter finns listade i Catalogue of Life.